# Dawid Tomala
Dawid Paweł Tomala (Tychy, 27 agosto 1989) è un marciatore polacco.
È diventato campione olimpico nella marcia 50 km, dopo aver vinto l'oro alle Olimpiadi di Tokyo del 2020. Ha inoltre rappresentato il suo paese ai Giochi Olimpici di Londra del 2012 finendo 19º nella marcia 20 chilometri.

## Palmarès
| Anno | Manifestazione    | Sede       | Evento         | Risultato | Prestazione | Note                          |
| ---- | ----------------- | ---------- | -------------- | --------- | ----------- | ----------------------------- |
| 2008 | Mondiali juniores | Bydgoszcz  | Marcia 10000 m | 8º        | 42'33"60    |                               |
| 2009 | Europei under 23  | Kaunas     | Marcia 20 km   | 7º        | 1h25'26"    |                               |
| 2010 | Europei           | Barcellona | Marcia 20 km   | 19º       | 1h25'50"    |                               |
| 2011 | Europei under 23  | Ostrava    | Marcia 20 km   | Oro       | 1h24'21"    |                               |
| 2012 | Giochi olimpici   | Londra     | Marcia 20 km   | 19º       | 1h21'55"    |                               |
| 2013 | Mondiali          | Mosca      | Marcia 20 km   | dnf       | dnf         |                               |
| 2021 | Giochi olimpici   | Tokyo      | Marcia 50 km   | Oro       | 3h50'08"    |                               |
| 2022 | Mondiali          | Eugene     | Marcia 35 km   | 19º       | 2h30'47"    | Miglior prestazione personale |
| 2023 | Mondiali          | Budapest   | Marcia 35 km   | dnf       | dnf         |                               |